# Liste der Kulturdenkmale in Flensburg-Tarup
In der Liste der Kulturdenkmale in Flensburg-Tarup sind alle Kulturdenkmale des Stadtteils Tarup (insbesondere des Adelbyer Gebietes) der schleswig-holsteinischen Stadt Flensburg aufgelistet. Der Erstellung diente insbesondere die im Hauptartikel gelistete Literatur (Stand: 10. März 2025).
Die Bodendenkmale sind in der Liste der Bodendenkmale in Flensburg erfasst.

## Legende
In den Spalten befinden sich folgende Informationen:
- Objekt-ID: die Nummer des Kulturdenkmales
- Lage: die Adresse des Kulturdenkmales und die geographischen Koordinaten. Kartenansicht, um Koordinaten zu setzen. In der Kartenansicht sind Kulturdenkmale ohne Koordinaten mit einem roten Marker dargestellt und können in der Karte gesetzt werden. Kulturdenkmale ohne Bild sind mit einem blauen Marker gekennzeichnet, Kulturdenkmale mit Bild mit einem grünen Marker.
- Offizielle Bezeichnung: Bezeichnung des Kulturdenkmales
- Beschreibung: die Beschreibung des Kulturdenkmales
- Bild: ein Bild des Kulturdenkmales

## Sachgesamtheiten
| Objekt-ID      | Lage                                                    | Offizielle Bezeichnung        | Beschreibung | Bild                             |
| -------------- | ------------------------------------------------------- | ----------------------------- | --- | -------------------------------- |
| 40564 Wikidata | Richard-Wagner-Straße 51-55 (54° 47′ 1″ N, 9° 28′ 2″ O) | Kirche St. Johannis zu Adelby | Aktualisierung vorgesehen - Begründung: geschichtlich, künstlerisch, städtebaulich, Kulturlandschaft prägend - Schutzumfang: Kirche St. Johannis zu Adelby mit Ausstattung, Kirchhof, Gruftanlage, Grabmale bis 1870, Nordertor, Ostertor, Westerpforte, | weitere Fotos \| Fotos hochladen |

## Bauliche Anlagen
| Objekt-ID   | Lage                                                      | Offizielle Bezeichnung                        | Beschreibung | Bild                             |
| ----------- | --------------------------------------------------------- | --------------------------------------------- | --- | -------------------------------- |
| 12 Wikidata | Richard-Wagner-Straße 51 - 55 (54° 47′ 1″ N, 9° 28′ 2″ O) | Kirche St. Johannis zu Adelby mit Ausstattung | Alteintragung (Aktualisierung vorgesehen) - Begründung: geschichtlich, künstlerisch, städtebaulich - Schutzumfang: gesamtes Objekt - Denkmaltyp: Bauliche Anlage, Sachgesamtheit: Kirche St. Johannis zu Adelby                                                                     | weitere Fotos \| Fotos hochladen |
| 9980        | Richard-Wagner-Straße 51 - 55 (54° 47′ 1″ N, 9° 28′ 2″ O) | Kirchhof                                      | Alteintragung (Aktualisierung vorgesehen) - Begründung: geschichtlich, Kulturlandschaft prägend - Schutzumfang: Kirchhof, Gruftanlage, Grabmale bis 1870, Nordertor, Ostertor, Westerpforte, Feldsteinwall - Denkmaltyp: Gründenkmal, Sachgesamtheit: Kirche St. Johannis zu Adelby | Fotos hochladen                  |